# Лизитея (спътник)
Вижте пояснителната страница за други значения на Лизитея.
Лизитея е естествен спътник на Юпитер, открит от Сет Барнс Никълсън през 1938 г. в обсерваторията Маунт Уилсън. Носи името на митологичната Лизитея, дъщеря на Океан и една от любовниците на Зевс от древногръцката митология.
Името е установено през 1975 г. Преди това тя е била известна като Юпитер 10.
Спътника принадлежи към групата на Хималия.